# Олімпіан (візантійський єпископ)
Олімпіан (грец. Ὀλυμπιανός) — Візантійський єпископ у 187–198 роках.
Обійняв посаду після єпископа Пертінакса. 
Під час правління Олімпіана у Римській імперії відбувались міжусобиці між Септимієм Севером, Дідієм Юліаном та Песценнієм Нігером. У 196 році, після трирічної облоги, війська Септимія Севера захопили Візантій, де перебували рештки війська Песценнія Нігера. Септимій Север наказав знищити всі оборонні споруди, а також скасував всі політичні та торговельні привілеї, в тому числі право Митрополії, підпорядувавши її Гераклеї Фракійській. 
Візантій більше 100 років залишався у складі єпархії Гераклеї Фракійської.
Олімпіан помер у 198 році. Його наступником став Марк I.